# Rio delle Procuratie
Rio delle Procuratie, anche chiamato Rio del Cavalletto e Rio dei Dai, è un breve corso d'acqua interno veneziano situato nel sestiere di San Marco.

## Origine del nome

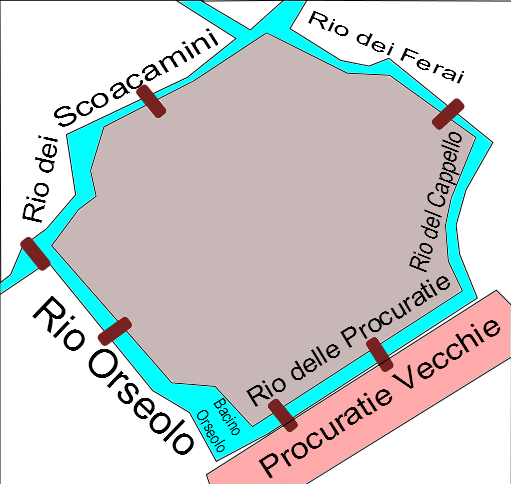
L'isola San Gallo e la posizione del Rio delle Procuratie.

Il nome deriva dalla vicine Procuratie Vecchie, uno degli edifici che racchiudono da nord Piazza San Marco.

## Descrizione

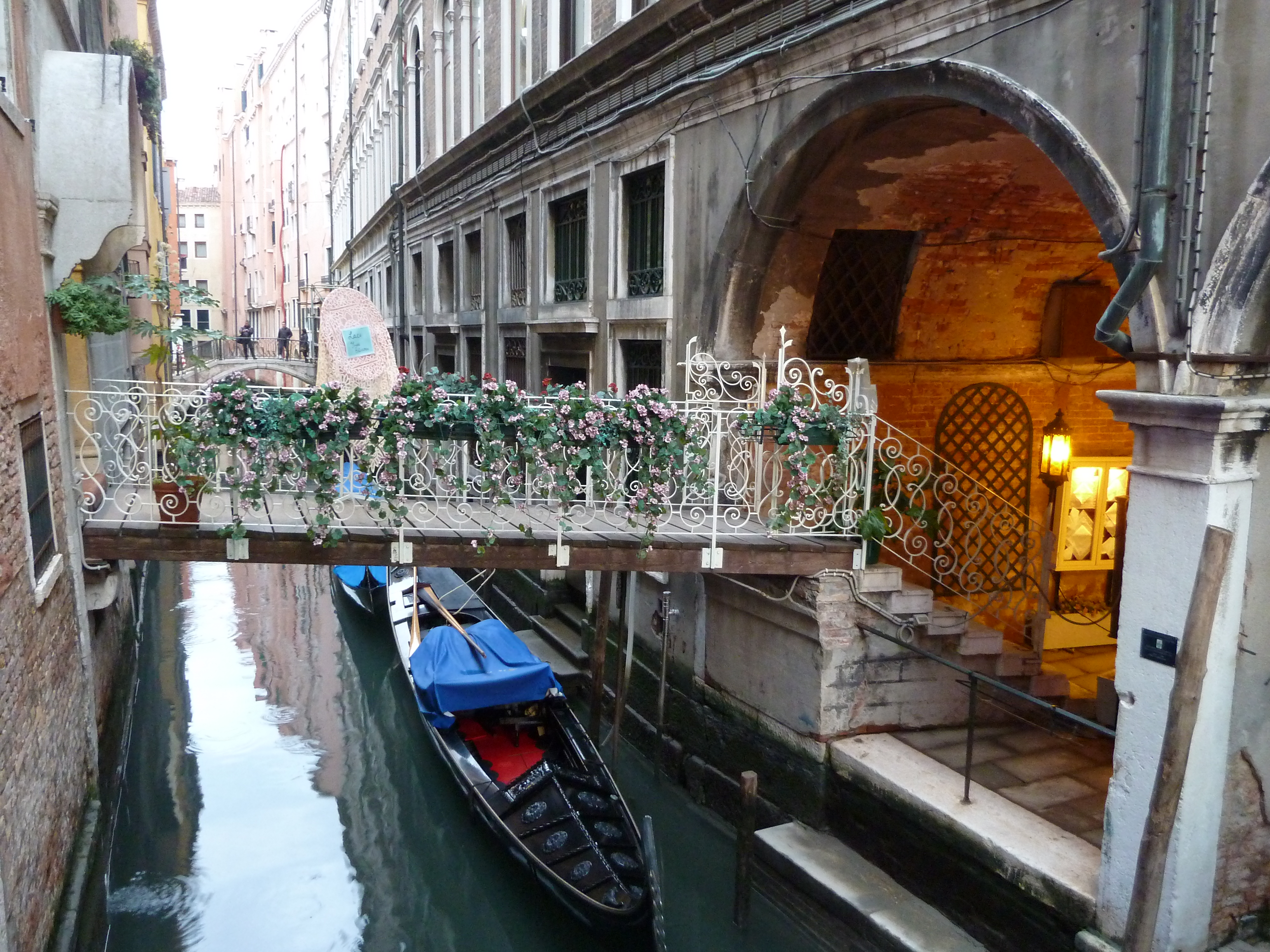
Ponte privato sul Rio delle Procuratie.

Il breve canale si trova tutto all'interno del sestiere di San Marco e con Rio dei Scoacamini, Rio dei Ferai, Rio del Cappello e Rio Orseolo forma la piccola isola di San gallo con vari monumenti importanti, come la chiesa di Santa Croce degli Armeni.
Sul canale passano tre ponti:
- Ponte dei Dai[3]
- Ponte del Cavalletto[4]
- Ponte privato

## Luoghi d'interesse
- Chiesa di Santa Croce degli Armeni
- Procuratie